# Río Tuul
El río Tuul (en mongol: Туул гол, Tuul gol), o río Tola según algunas fuentes antiguas, es un río que discurre por el norte y el centro de Mongolia, un afluente del río Orjón (que fluye hasta el Selengá y tras entrar en Rusia, desemboca en el lago Baikal), considerado sagrado por los mongoles. Tiene un total de 704 km de largo y su cuenca irriga 49.840 km². 
Nace en el parque nacional Gorkhi-Terelj en las montañas Hentiy y discurre algo al sur de la capital mongola, Ulán Bator. El río Tuul también fluye a lo largo del parque nacional Khustain Nuruu. Entre noviembre y abril suele estar congelado. Los bosques de sauces florecen en los alrededores del río, y el mismo río es el hábitat de especies en peligro de extinción como el esturión.
Actualmente el río está sufriendo problemas de contaminación, principalmente causados por la estación depuradora de aguas negras de la capital; aunque también provienen de la sedimentación de materiales contaminantes y metales pesados por la minería de oro en la zona de Zaamar. Además, la sostenida llegada de población a los alrededores del río puede estar causando una progresiva degradación de la calidad del agua.